# Gobio
Gobio là một chi trong họ Cá chép phân bố ở Đông Nam châu Âu.

## Các loài
Có 34 loài trong chi này
- Gobio acutipinnatus Men'shikov, 1939
- Gobio alverniae Kottelat & Persat, 2005
- Gobio battalgilae Naseka, Erk'akan & Küçük, 2006
- Gobio brevicirris Fowler, 1976 (Don gudgeon)
- Gobio bulgaricus Drensky, 1926
- Gobio carpathicus Vladykov, 1925 (Carpathian gudgeon)
- Gobio coriparoides Nichols, 1925
- Gobio cynocephalus Dybowski, 1869 (Siberian gudgeon)
- Gobio delyamurei Freyhof & Naseka, 2005
- Gobio feraeensis Stephanidis, 1973 (Thessaly gudgeon)
- Gobio fushun Y. H. Xie, Li & Xie, 2007
- Gobio gobio (Linnaeus, 1758) (gudgeon)
- Gobio hettitorum Ladiges, 1960
- Gobio holurus Fowler, 1976 (Caspian gudgeon)
- Gobio huanghensis P. Q. Luo, Le & Yi-Yu Chen, 1977
- Gobio insuyanus Ladiges, 1960
- Gobio kovatschevi Chichkoff, 1937 (Varna gudgeon)
- Gobio krymensis Bănărescu & Nalbant, 1973 (Salgir gudgeon)
- Gobio kubanicus Vasil'eva, 2004
- Gobio lingyuanensis T. Mori, 1934
- Gobio lozanoi Doadrio & Madeira, 2004
- Gobio macrocephalus T. Mori, 1930
- Gobio maeandricus Naseka, Erk'akan & Küçük, 2006
- Gobio meridionalis T. Q. Xu, 1987
- Gobio obtusirostris Valenciennes, 1842
- Gobio occitaniae Kottelat & Persat, 2005
- Gobio ohridanus S. L. Karaman, 1924 (ohrid gudgeon)
- Gobio rivuloides Nichols, 1925
- Gobio sakaryaensis Turan, Ekmekçi, Lusková & Mendel, 2012[2]
- Gobio sarmaticus L. S. Berg, 1949 (Ukrainian gudgeon)
- Gobio sibiricus A. M. Nikolskii, 1936
- Gobio skadarensis S. L. Karaman, 1937 (Skadar gudgeon)
- Gobio soldatovi L. S. Berg, 1914 (Soldatov's gudgeon)
- Gobio volgensis Vasil'eva, Mendel, Vasil'ev, Lusk & Lusková, 2008
- Romanogobio (18 members in FishBase).